# Ansfrido di Utrecht
Ansfrido (Ansfried, in latino Ansfridus o Aufridus; 940 circa – 3 maggio 1010) è stato conte di Huy (in Lotaringia) e divenne vescovo di Utrecht nel 995.

## Biografia
Secondo Alberico delle Tre Fontane, suo padre Lamberto era il fratello di Matilde, moglie di Enrico l'Uccellatore, della stirpe degli Immedingi. Ciò non è oggi ritenuto verosimile.
Era conte di Toxandrie di Teisterbant, Huy e la parte occidentale della Haspengouw con Lovanio, per cui è talvolta citato come conte di Brabante. Aveva anche proprietà della contea di Masua sulla riva sinistra (o Moille), dove ha fondato nel 992 l'abbazia di Thorn, in Limburgo, che divenne il santuario di famiglia. Egli fondò anche l'abbazia di Hohorst vicino ad Amersfoort.
Nel 995, su richiesta di Ottone III, Ansfrido decise di accettare il vescovato di Utrecht, carica che ha ricoperto fino al 1010. 
Come vescovo di Utrecht, dovette presto rinunciare ai suoi benefici nel tempo, ma portò alla Chiesa di aree Utrecht che Ottone III aveva assicurato nella provincia della Frisia e nella Masala inferiore e diritti sovrani per Medemblik.
Sua moglie si chiamava Hereswit o Hilsuinde: ebbero una figlia, che divenne la prima badessa del monastero di Thorn. Dopo la morte della moglie si ritirò nel monastero di Hohorst dove morì cieco il 3 maggio 1010.

## Culto
Nel Martirologio Romano è ricordato il 3 maggio: "Nel monastero di Fohorst nelle Fiandre, nel territorio dell'odierno Belgio, transito di sant'Ansfrido, vescovo di Utrecht, che, colpito da cecità, si ritirò in questo luogo".